# ヨハン・ワレム
- ヨアン・ワレム

ヨハン・ワレム（Johan Walem、 1972年2月1日 - ）は、ベルギーエノー州ソワニー出身の元サッカー選手でサッカー指導者。現役時のポジションは中盤の左サイド。

## 経歴
アンデルレヒトで1991年から1997年までプレーした後、1997-98シーズンからアルベルト・ザッケローニ監督が率いていた、ウディネーゼに移籍、パルマへのレンタル期間を挟んで、2001年まで在籍した。加入初年度、28試合に起用され、チームはリーグ3位に入ったが、フランスワールドカップのメンバーから外れた。
2000年のユーロに参加したが、足の怪我で試合への出場は無かった。2002年のワールドカップではグループリーグのロシア戦で得点を挙げ、チームはベスト16入りしたが、ブラジルに敗れてベスト8には進めなかった。代表チームでは通算36試合で2得点。
2005年に33歳で現役を引退、引退後はアンデルレヒトU-19チームの指導を皮切りに、指導者の道へ進んだ。

## 代表歴

### 出場大会
- ベルギー代表
  - 2002 FIFAワールドカップ

### 試合数
- 国際Aマッチ 36試合 2得点（1991年-2002年）[3]

| ベルギー代表 | 国際Aマッチ | 国際Aマッチ |
| 年           | 出場        | 得点        |
| ------------ | ----------- | ----------- |
| 1991         | 1           | 0           |
| 1992         | 3           | 0           |
| 1993         | 0           | 0           |
| 1994         | 1           | 0           |
| 1995         | 2           | 0           |
| 1996         | 0           | 0           |
| 1997         | 0           | 0           |
| 1998         | 2           | 0           |
| 1999         | 10          | 1           |
| 2000         | 3           | 0           |
| 2001         | 7           | 0           |
| 2002         | 7           | 1           |
| 通算         | 36          | 2           |